# Quyền Anh chuyên nghiệp

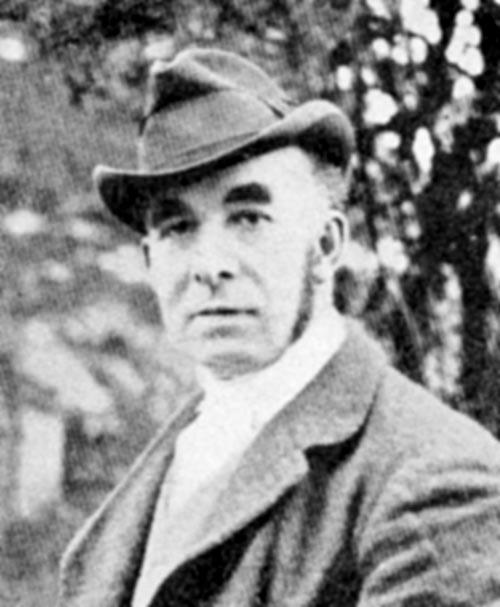
Hầu tước Queensberry đã giúp tạo ra môn thể thao hiện đại

Quyền Anh chuyên nghiệp là Quyền Anh được tổ chức và quản lý. Các võ sĩ Quyền Anh chuyên nghiệp được đấu với nhau để được tiền phân chia giữa các võ sĩ được xác định theo hợp đồng. Hầu hết các trận đấu chuyên nghiệp được một cơ quan quản lý giám sát để đảm bảo an toàn cho các võ sĩ. Hầu hết các trận đấu cấp cao đều có được sự chứng thực của một cơ quan xử phạt, trao các đai vô địch, thiết lập các quy tắc và phân công các thẩm phán và trọng tài riêng.
Trái ngược với Quyền Anh nghiệp dư, các trận đấu chuyên nghiệp thường dài hơn nhiều và có thể kéo dài tới mười hai vòng, mặc dù các trận đấu ít quan trọng hơn có thể chỉ bằng bốn vòng. Mũ bảo hộ không được phép, và võ sĩ thường được phép chịu hình phạt đáng kể trước khi cuộc chiến bị dừng lại. Quyền Anh chuyên nghiệp đã có một hồ sơ cao hơn nhiều so với Quyền Anh nghiệp dư trong suốt thế kỷ 20 và hơn thế nữa.
Ở Cuba, Quyền Anh chuyên nghiệp bị cấm (tính đến năm 2020). Trường hợp ở Thụy Điển cũng từ năm 1970 đến 2007 và Na Uy từ năm 1981 đến 2014.

## Lịch sử ban đầu
Năm 1891, Câu lạc bộ thể thao quốc gia (NSC), một câu lạc bộ tư nhân ở London, bắt đầu quảng bá các trận đấu găng tay chuyên nghiệp tại cơ sở của mình và tạo ra chín quy tắc riêng để tăng cường các quy tắc Queensberry. Các quy tắc này quy định chính xác hơn vai trò của các quan chức và tạo ra một hệ thống tính điểm cho phép trọng tài quyết định kết quả của một cuộc chiến. Hội đồng Kiểm soát Quyền Anh Anh (BBBofC) được thành lập lần đầu tiên vào năm 1919 với các liên kết chặt chẽ với NSC, và được thành lập lại vào năm 1929 sau khi NSC đóng cửa.